# Ognen Čemerski
Ognen Čemerski (en macédonien Огнен Чемерски), né en 1974 (après fin août) et mort fin août 2017 (à 42 ans), est un linguiste macédonien connu pour avoir traduit le roman Moby Dick d'Herman Melville en macédonien.